# やさしい風
「やさしい風」（やさしいかぜ）は、第70回（2003年度）NHK全国学校音楽コンクール小学校の部課題曲。詞は公募で決定したものを使っている。作詞は萩原あゆみ、作曲はグッチ裕三、編曲は渡辺敦、歌はチキンガーリックステーキ。

## 概要
「希望」というテーマで学生が作詞したことで知られており、現在も全国の小学校などで歌われている。小学校の課題曲は明るい曲が多い中、この曲はどちらかというと安定した音楽である。
曲は4/4拍子だが一か所に2/4拍子がある。テンポは2分音符=72。
2003年6月 - 7月にはNHK『みんなのうた』でも放送されているが、この時は放送時間の都合上、2番の一部をカットして放送していた。映像はイラストレーターのおおの麻里と常連アニメーターの吉良敬三が担当し、喧嘩した2人の少女の複雑な心境を描いた。なお吉良は4月 - 5月の『心の海』（アジナイホール）、2月 - 3月の『リセット』（あずままどか）もアニメーションを担当しており、結果として3回連続の登板となった。